# あらたま (歌集)
『あらたま』は、日本の歌人、斎藤茂吉の個人歌集。春陽堂から1921年1月1日に刊行された。本文286頁、「あらたま編輯手記」16頁、歌数746首。

## 概要
歌集名「あらたま」は、森鷗外の小説『青年』に「璞（あらたま）から玉が出来るやうに」とあり、『雁』に「まだ璞の侭であつた」とあることから暗示を受けたものとされる。1913年9月から1917年12月までの作品が収録されている。内容は、前の歌集『赤光』から引き続き「生命の氾濫・生の肯定」を特徴とし、中途から沈静な諦念の色調が加わるとされる。しばしば引用される歌に次のようなものがある。
- ふり灑（そそ）ぐあまつひかりに目の見えぬ黒き蛼（いとど）を追ひつめにけり
- あかあかと一本の道とほりたりたまきはる我が命なりけり
- 草づたふ朝の蛍よみじかかるわれのいのちを死なしむなゆめ
- 朝あけて船より鳴れる太笛のこだまはながし並みよろふ山

## 読書案内
- 青年茂吉―「赤光」「あらたま」時代、北杜夫、岩波書店 ISBN 978-4000011990